# Dorstenia carautae
Dorstenia carautae är en mullbärsväxtart som beskrevs av C.C. Berg. Dorstenia carautae ingår i släktet Dorstenia och familjen mullbärsväxter. Inga underarter finns listade i Catalogue of Life.